# Gulstan
Gulstan eller Goustan var ett franskt helgon, död början av 1000-talet. Han var benediktinmunk i klostret St Gildas de Rhuys. Högtidsdag 27 november.